# Jungheinrich
Jungheinrich es una multinacional alemana fundada en 1953 y con sede central en Hamburgo (Alemania). En España inició su actividad en 1970 como fabricante y distribuidor de carretillas. Actualmente es una de las tres compañías líderes a escala internacional en el sector intralogístico, y la segunda a nivel europeo.
Como proveedor de soluciones logísticas completas, la gama de productos y servicios de Jungheinrich está orientada a desarrollar una planificación integral del almacén. Dicho portfolio incluye: estanterías y sistemas de almacenaje, carretillas, transpaletas, apiladores y recogepedidos, sistema de radio frecuencia, sistema de gestión de almacenes (SGA), o sistemas automáticos.

## Historia
Friedrich Jungheinrich funda la fábrica de máquinas H. Jungheinrich & Co. en Hamburgo el 7 de agosto de 1953. Un año después se inicia la constitución de la red de puntos de venta y del servicio post-venta en Alemania. En 1956 se inaugura la primera filial en el extranjero, concretamente en Austria. 
La expansión corporativa requiere mayor capacidad de producción. De modo que, mientras en 1958 se amplía la capacidad de fabricación de la compañía con la apertura de una fábrica en Hamburgo-Wandsbeck, en 1966 y hasta 1984 se traslada progresivamente la producción a la fábrica de Norderstedt. El fundador de la compañía, el Dr. Friedrich Jungheinrich, fallece el 28 de enero de 1968.
Jungheinrich llega a España en el año 1974. Aunque su primera ubicación es en Cornellà, Barcelona, la sede central española pronto se traslada al Polígono Industrial El Barcelonés, en la localidad de Abrera. Con la adquisición de MIC, S.A. cuatro años más trade, se refuerzan las actividades para apiladoras y se crea el negocio de alquiler y ocasión. 
En 1989 se inicia la construcción de la fábrica de Lüneburg. En el año 1990 se fusionan las sociedades alemanas constituyendo una sociedad anónima que empieza a cotizar en bolsa el 30 de agosto del mismo año. Las acciones de Jungheinrich están hoy incluidas en el índice SDAX. 
Las primeras filiales en el este de Europa se fundan en 1991, en la antigua Checoslovaquia y en Hungría. En 1994 Jungheinrich adquiere el grupo Steinbock y Boss. Se cierran los centros de producción en Francia, Gran Bretaña y España y la producción se desplaza a Alemania. En 1996 se presenta la primera carretilla con tecnologís de corriente trifásica. En 2002 se abandonan las marcas MIC, Steinbock y Boss y desde entonces se comercializan máquinas únicamente con la marca Jungheinrich.
En 2004 se crea la fundación Dr. Friedrich Jungheinrich. Desde 2004 la fabricación de las transpaletas manuales de Jungheinrich se realiza mediante joint venture con Ningbo Ruyi Zhejiang en China.
La sociedad presenta a nivel mundial la primera carretilla con cabina giratoria en 2005; ese mismo año se producen 100.000 carretillas Jungheinrich con tecnología trifásica. En 2006 se inaugura un nuevo centro de montaje en la ciudad de Qingpu, cerca de Shanghái (China), donde se montan las transpaletas eléctricas de barra timón. Las transpaletas y apiladoras fabricadas aprovisionan el negocio de Jungheinrich en China y el mercado asiático. En cualquier caso, en 2006 el centro de máquinas usadas de Dresde asume el reacondicionamiento de las máquinas usadas. 
Desde 2007, Jungheinrich consolida el suministro de piezas de recambio también en Europa del este. Para ello se construye un centro logístico de más de 450 ubicaciones de palet y una superficie de almacenaje de 1.500 m² en Bratislava, Eslovaquia. En 2001 se inicia la producción en serie de la EJE 112i con tecnología de iones de litio. La compañía, que emplea en España a 350 trabajadores, cerró el ejercicio 2011 con una facturación de cerca de 67 millones de euros. El Grupo Jungheinrich lo hizo con la cifra de 2.116 millones de euros.
Para 2013 está prevista la puesta en marcha de un centro de recambios en Kaltenkirchen, una fábrica en Degernpoint (cerca de Moosburg) y otra en Qingpu (distrito de Shanghái, China).
En 2018, el grupo alcanzó una facturación de 3.796 millones de euros y empleó a 17.877 personas.